# Chaetodipus californicus
Chaetodipus californicus је врста из реда глодара и породице Heteromyidae.

## Распрострањење
Врста је присутна у следећим државама: Мексико и Сједињене Америчке Државе.

## Станиште
Станишта врсте су травна вегетација и пустиње.

## Угроженост
Ова врста је наведена као последња брига, јер има широко распрострањење и честа је врста.